# Katonga
Il Katonga è un fiume dell'Uganda che nasce nel Lago Giorgio e scorre per 220 km attraverso i distretti di Kalungu, Bukomansimbi, Mpigi, Butambala, Gomba, Mityana, Mubende, Sembabule, Kiruhura, Ibanda e Kamwenge, fino a sfociare nel Lago Vittoria.
Una buona parte del bacino è coperta dalla riserva naturale del Katonga, volta alla conservazione della flora e della fauna che abitano le zone paludose attorno al fiume.